# الضفضف (إب)

تعديل مصدري - تعديل

الضفضف هي إحدى قرى عزلة المقاطن بمديرية إب التابعة لمحافظة إب، بلغ تعداد سكانها 789 نسمة حسب تعداد اليمن لعام 2004.